# Shahinsjah
Shahinsjah of "koning der Koningen" is een woord uit het Perzisch. De uitdrukking duidt een feodaal systeem aan waarin de heerser boven andere koningen is gesteld. De titel werd door de Perzische heersers gedragen en wordt in het Westen meestal afgekort tot "sjah". De gebruikelijke vertaling is "keizer".